# Лебанон (Охајо)
Лебанон (енгл. Lebanon) град је у америчкој савезној држави Охајо.

## Демографија
По попису из 2010. године број становника је 20.033, што је 3.071 (18,1%) становника више него 2000. године.
| Група             | 2000.          | 2010.          |
| Белци             | 15.315 (90,3%) | 18.247 (91,1%) |
| Афроамериканци    | 1.079 (6,4%)   | 525 (2,6%)     |
| Азијати           | 109 (0,6%)     | 166 (0,8%)     |
| Хиспаноамериканци | 191 (1,1%)     | 711 (3,5%)     |
| Укупно            | 16.962         | 20.033         |